# フランチャイズ・プレイヤー
フランチャイズ・プレイヤーは、スポーツ用語で長期にわたって同一のチームの第一線で活動し続ける選手を指す。狭義では入団から引退まで同一のチームに、最狭義ではプロデビューから引退まで出身地・出身校の地元チーム1つだけに在籍し続けた選手を指す。サッカーではバンディエラ（Bandiera, 旗頭）とも呼ばれる。NFLではフランチャイズ・プレイヤー制度として制度化されている。

## 概要
長期に亘って同一のチームで選手として活動を続けることはプロスポーツでは困難であり、選手側には相応の実力の維持が要求される。選手分配ドラフトやフリーエージェントにおける人的補償などの際にプロテクトされるほどチームから実力が認められているとその傾向が強くなる（ただし、プロテクト名簿は非公開）。一方で、実績に伴って契約金や年俸が高騰したために選手が残留の意志を表明しても放出されるケースも少なくない（これらの原資は主催試合の入場料、ファンクラブの年会費、公式グッズの売り上げであり、在籍させるとチームやファンに負担が掛かる）。伝統を重んじるチームに多い傾向にあり、そのようなチームでは監督などに当該チームのフランチャイズプレイヤーだった人物を起用する傾向がある。
近年はフリーエージェントなど移籍制度の充実により長期に亘って同一のチームで活動する選手は少なくなっており、フランチャイズ・プレイヤーはチームを象徴する選手を指す言葉として使用される。逆に複数のチームを渡り歩き活躍する選手はジャーニーマンと呼ばれる。
新人時代を他球団で過ごし、移籍後の球団で長期間活動し引退した選手はフランチャイズ・プレイヤーの範疇に含まれることが多いが、逆に長期間同一球団で活動したにもかかわらず現役晩年に移籍した選手はフランチャイズ・プレイヤーの範疇に含まれない場合もある。たとえば、南海ホークスのフランチャイズ・プレーヤーとして広瀬叔功（1955年 - 1977年在籍）が下記にあげられているが、広瀬よりも野村克也（1954年 - 1977年、解雇されたため1978年から他球団に移籍）のほうが在籍期間が長い。

## NFLのフランチャイズ・プレイヤー制度
NFLのフランチャイズ・プレイヤー制度はフリーエージェント制度の対抗策として導入された制度であり、フランチャイズ・タグおよびトランジション・タグと呼ばれる。各チームは重要な選手と複数年契約を結んで確保しようとするが、その交渉がまとまらないときにとりあえず1年だけ確保することができる。1チームにつき1人の選手にフランチャイズ・タグをつけることができる。

## 日本プロ野球

### 現役
15シーズン以上在籍者 ※2025年シーズン
- 中村剛也（埼玉西武ライオンズ、2002年-）
- 栗山巧（埼玉西武ライオンズ、2002年-）
- 石川雅規（東京ヤクルトスワローズ、2002年-）
- 川端慎吾（東京ヤクルトスワローズ、2006年-）
- 坂本勇人（読売ジャイアンツ、2007年-）
- 會澤翼（広島東洋カープ、2007年-）
- 角中勝也（千葉ロッテマリーンズ、2007年-）
- 宮西尚生（北海道日本ハムファイターズ、2008年-）
- 中村晃（福岡ソフトバンクホークス、2008年-）
- 唐川侑己（千葉ロッテマリーンズ、2008年-）
- 松山竜平（広島東洋カープ、2008年-）
- 中島卓也（北海道日本ハムファイターズ、2009年-）
- 辛島航（東北楽天ゴールデンイーグルス、2009年-）
- 西野勇士（千葉ロッテマリーンズ、2009年-）
- 中村悠平（東京ヤクルトスワローズ、2009年-）
- 今宮健太（福岡ソフトバンクホークス、2010年-）
- 荻野貴司（千葉ロッテマリーンズ、2010年-）
- 山田修義（オリックス・バファローズ、2010年-）
- 原口文仁（阪神タイガース、2010年-）
- 岡田俊哉（中日ドラゴンズ、2010年-）
- 大島洋平（中日ドラゴンズ、2010年-）
- 堂林翔太（広島東洋カープ、2010年-）
- 柳田悠岐（福岡ソフトバンクホークス、2011年-）
- 牧原大成（福岡ソフトバンクホークス、2011年-）
- 大野雄大（中日ドラゴンズ、2011年-）
- 島本浩也（阪神タイガース、2011年-）
- 山田哲人（東京ヤクルトスワローズ、2011年-）

### 引退
20シーズン以上在籍者 ※球団名は引退時
| - 梶本隆夫（阪急ブレーブス、1954年-1973年） - 森昌彦（読売ジャイアンツ、1955年-1974年） - 広瀬叔功（南海ホークス、1955年-1977年） - 遠井吾郎（阪神タイガース、1958年-1977年） - 王貞治（読売ジャイアンツ、1959年-1980年） - 足立光宏（阪急ブレーブス、1959年-1980年） - 板東里視（近鉄バファローズ、1960年-1979年） - 高木守道（中日ドラゴンズ、1960年-1980年） - 柴田勲（読売ジャイアンツ、1962年-1981年） - 吉田孝司（読売ジャイアンツ、1965年-1984年） - 衣笠祥雄（広島東洋カープ、1965年-1987年) - 中沢伸二（阪急ブレーブス、1965年-1985年） - 鈴木啓示（近鉄バファローズ、1966年-1985年） - 村田兆治（ロッテオリオンズ、1968年-1990年） - 福本豊（阪急ブレーブス、1969年-1988年） - 山田久志（阪急ブレーブス、1969年-1988年） - 東尾修（西武ライオンズ、1969年-1988年） - 八重樫幸雄（ヤクルトスワローズ、1970年-1993年） - 杉浦享（ヤクルトスワローズ、1971年-1993年） - 佐藤義則（オリックス・ブルーウェーブ、1977年-1998年） - 大野豊（広島東洋カープ、1977年-1998年） - 槙原寛己（読売ジャイアンツ、1982年-2001年） - 村田真一（読売ジャイアンツ、1982年-2001年） - 伊東勤（西武ライオンズ、1982年-2003年） - 山本昌（中日ドラゴンズ、1984年-2015年）※日本記録 - 田中幸雄（北海道日本ハムファイターズ、1986年-2007年） - 土橋勝征（東京ヤクルトスワローズ、1987年-2006年） - 緒方孝市（広島東洋カープ、1987年-2009年） - 立浪和義（中日ドラゴンズ、1988年-2009年） - 堀幸一（千葉ロッテマリーンズ、1988年-2010年） - 井上一樹（中日ドラゴンズ、1990年-2009年） - 前田智徳（広島東洋カープ、1990年-2013年） - 桧山進次郎（阪神タイガース、1992年-2013年） - 三浦大輔（横浜DeNAベイスターズ、1992年-2016年） - 小野晋吾（千葉ロッテマリーンズ、1994年-2013年） - 福浦和也（千葉ロッテマリーンズ、1994年-2019年） - 横山竜士（広島東洋カープ、1995年-2014年） - 金子誠（北海道日本ハムファイターズ、1995年-2014年） - 西口文也（埼玉西武ライオンズ、1995年-2015年） - 荒木雅博（中日ドラゴンズ、1996年-2018年） - 鈴木尚広（読売ジャイアンツ、1997年-2016年） - 森野将彦（中日ドラゴンズ、1997年-2017年） - 飯山裕志（北海道日本ハムファイターズ、1998年-2017年） - 岩瀬仁紀（中日ドラゴンズ、1999年-2018年） - 山井大介（中日ドラゴンズ、2002年-2021年） |

※王貞治、福浦和也、岩瀬仁紀は出身地およびプロ入団までの球歴において、プロ所属チームの保護地域（王は読売ジャイアンツ：東京都、福浦は千葉ロッテマリーンズ：千葉県、岩瀬は中日ドラゴンズ：愛知県）の学校・チームに在籍しており、最狭義のフランチャイズプレイヤーにも該当する。
※梶本隆夫、広瀬叔功、王貞治、高木守道、鈴木啓示、東尾修、伊東勤、緒方孝市、三浦大輔、立浪和義は、引退後に指導者としても他球団に所属しないまま現役時の所属球団の監督に就任した。特に、梶本、広瀬、伊東、緒方は現役引退後も一度も退団することなく球団に所属し続けたまま監督に就任している（王、伊東はその後他球団の監督に就任。森昌彦、山田久志は現役時と異なる球団で監督に就任）。
- 参考　入団時の球団に20シーズン以上在籍したが、その後他球団に移籍
  - 野村克也（南海ホークス、1954年-1977年）※ロッテオリオンズに移籍
  - 米田哲也（阪急ブレーブス、1956年-1975年）※阪神タイガースに移籍
  - 今井雄太郎（オリックス・ブレーブス、1971年-1990年）※福岡ダイエーホークスに移籍
  - 川相昌弘（読売ジャイアンツ、1983年-2003年）※中日ドラゴンズに移籍
  - 桑田真澄（読売ジャイアンツ、1986年-2006年）※ピッツバーグ・パイレーツに移籍、国内に限ればフランチャイズプレイヤー
  - 石井琢朗（横浜ベイスターズ、1989年-2008年）※広島東洋カープに移籍

- 参考　入団時の球団に20シーズン以上、選手・指導者（コーチ・監督）と連続して在籍し、監督となった人物
  - 川上哲治（読売ジャイアンツ、1938年-1974年）※1958年までは選手として、翌年以降は監督・コーチ（戦争により1942ｰ45シーズンの中断あり)
  - 長嶋茂雄（読売ジャイアンツ、1958年-1980年）※1974年までは選手として、翌年以降は監督
  - 三村敏之（広島東洋カープ、1967年-1998年）※1983年までは選手として、翌年以降は監督・コーチ
  - 有藤道世（ロッテオリオンズ、1969年-1989年）※1986年までは選手として、翌年以降は監督
  - 西村徳文（ロッテオリオンズ、1982年-2012年）※1997年までは選手として、翌年以降は監督・コーチ
  - 和田豊（阪神タイガース、1985年-2015年）※2001年までは選手として、翌年以降は監督・コーチ
  - 真中満（東京ヤクルトスワローズ、1993年-2017年）※2008年までは選手として、翌年以降は監督・コーチ
  - 高橋由伸（読売ジャイアンツ、1998年-2018年）※2015年までは選手として、翌年以降は監督
  - 阿部慎之助（読売ジャイアンツ、2001年-2024年　継続中）※2019年までは選手として、翌年以降は監督・コーチ

※三村敏之は出身地およびプロ入団までの球歴において、プロ所属チームの保護地域（広島県）の学校・チームに在籍しており、最狭義のフランチャイズプレイヤーにも該当する。

## メジャーリーグベースボール（MLB）
在籍期間は下部組織在籍期間も含む。

### 現役
- ホセ・アルトゥーベ（ヒューストン・アストロズ、2006年-）
- サルバドール・ペレス（カンザスシティ・ロイヤルズ、2006年-）
- クレイトン・カーショウ（ロサンゼルス・ドジャース、2006年-）
- マイク・トラウト（ロサンゼルス・エンゼルス、2009年-）
- ホセ・ラミレス（クリーブランド・ガーディアンズ、2009年-）
- ブランドン・ニモ（ニューヨーク・メッツ、2011年-）
- バイロン・バクストン（ミネソタ・ツインズ、2012年-）
- アーロン・ジャッジ（ニューヨーク・ヤンキース、2013年-）
- アーロン・ノラ（フィラデルフィア・フィリーズ、2014年-）

### 引退・現役外
同一のチームで入団から引退までプレーした選手。在籍期間は下部組織在籍期間も含む。
- ビッド・マクフィー（シンシナティ・レッドストキングス/シンシナティ・レッズ、1882年-1899年）
- ウォルター・ジョンソン（ワシントン・セネタース、1907年-1927年）
- レッド・フェイバー（シカゴ・ホワイトソックス、1914年-1933年）
- ロス・ヤングス（ニューヨーク・ジャイアンツ、1917年-1926年）
- パイ・トレイナー（ピッツバーグ・パイレーツ、1920年-1937年）
- トラビス・ジャクソン（ニューヨーク・ジャイアンツ、1922年-1936年）
- ビル・テリー（ニューヨーク・ジャイアンツ、1923年-1936年）
- ルー・ゲーリック（ニューヨーク・ヤンキース、1923年-1939年）
- テッド・ライオンズ（シカゴ・ホワイトソックス、1923年-1946年）
- アール・コームス（ニューヨーク・ヤンキース、1924年-1935年）
- チャーリー・ゲーリンジャー（デトロイト・タイガース、1924年-1942年）
- メル・オット（ニューヨーク・ジャイアンツ、1926年-1947年）
- カール・ハッベル（ニューヨーク・ジャイアンツ、1928年-1943年）
- ビル・ディッキー（ニューヨーク・ヤンキース、1928年-1946年）
- メル・ハーダー（クリーブランド・インディアンス、1928年-1947年）
- ルーク・アップリング（シカゴ・ホワイトソックス、1930年-1943年、1945年-1950年）
- フランキー・クロセッティ（ニューヨーク・ヤンキース、1932年-1948年）
- ジョー・ディマジオ（ニューヨーク・ヤンキース、1936年-1951年）
- ボブ・フェラー（クリーブランド・インディアンス、1936年-1941年、1945年-1956年）
- スパッド・チャンドラー（ニューヨーク・ヤンキース、1937年-1947年）
- ボビー・ドーア（ボストン・レッドソックス、1937年-1944年、1946年-1951年）
- テッド・ウィリアムズ（ボストン・レッドソックス、1939年-1942年、1946年-1960年）
- スタン・ミュージアル（セントルイス・カージナルス、1941年-1944年、1946年-1963年）
- ミッキー・マントル（ニューヨーク・ヤンキース、1951年-1968年）
- アーニー・バンクス（シカゴ・カブス、1953年-1971年）
- アル・ケーライン（デトロイト・タイガース、1953年-1971年）
- サンディー・コーファックス（ブルックリン・ドジャース/ロサンゼルス・ドジャース、1955年-1966年）
- ブルックス・ロビンソン（ボルチモア・オリオールズ、1955年-1977年）
- ボブ・アリソン（ワシントン・セネタース/ミネソタ・ツインズ、1958年-1970年）
- カール・ヤストレムスキー（ボストン・レッドソックス、1959年-1983年）
- エド・クレインプール（ニューヨーク・メッツ、1962年-1979年）
- ウィリー・スタージェル（ピッツバーグ・パイレーツ、1962年-1982年）
- ジム・パーマー（ボルチモア・オリオールズ、1965年-1984年）
- ビル・ラッセル（ロサンゼルス・ドジャース、1966年-1986年）
- ジョニー・ベンチ（シンシナティ・レッズ、1967年-1983年）
- スティーブ・ロジャース（モントリオール・エクスポズ、1971年-1985年）
- デーブ・コンセプシオン（シンシナティ・レッズ、1970年-1988年）
- マイク・シュミット（フィラデルフィア・フィリーズ、1971年-1989年）
- ジョージ・ブレット（カンザスシティ・ロイヤルズ、1971年-1993年）
- ロビン・ヨーント（ミルウォーキー・ブルワーズ、1973年-1993年）
- ジム・ガントナー（ミルウォーキー・ブルワーズ、1974年-1992年）
- ルー・ウィテカー（デトロイト・タイガース、1975年-1995年）
- カービー・パケット（ミネソタ・ツインズ、1982年-1995年）
- アラン・トランメル（デトロイト・タイガース、1976年-1996年）
- カル・リプケン・ジュニア（ボルチモア・オリオールズ、1978年-2001年）
- トニー・グウィン（サンディエゴ・パドレス、1981年-2001年）
- エドガー・マルティネス（シアトル・マリナーズ、1987年-2004年）
- ボビー・ヒギンソン（デトロイト・タイガース、1992年-2005年）
- バーニー・ウィリアムス（ニューヨーク・ヤンキース、1985年-2006年）
- ティム・サーモン（ロサンゼルス・エンゼルス、1989年-2006年）
- ブラッド・ラドキー（ミネソタ・ツインズ、1991年-2006年）
- クレイグ・ビジオ（ヒューストン・アストロズ、1987年-2007年）
- ホルヘ・ポサダ（ニューヨーク・ヤンキース、1990年-2011年）
- チッパー・ジョーンズ（アトランタ・ブレーブス、1990年-2012年）
- マリアノ・リベラ（ニューヨーク・ヤンキース、1990年-2013年）
- トッド・ヘルトン（コロラド・ロッキーズ、1995年-2013年）
- デレク・ジーター（ニューヨーク・ヤンキース、1992年-2014年）
- マット・ケイン（サンフランシスコ・ジャイアンツ、2002年-2017年）
- ジョー・マウアー（ミネソタ・ツインズ、2001年-2018年）
- デビッド・ライト（ニューヨーク・メッツ、2001年-2018年）
- ダスティン・ペドロイア（ボストン・レッドソックス、2004年-2020年）
- アレックス・ゴードン（カンザスシティ・ロイヤルズ、2005年-2020年）
- バスター・ポージー（サンフランシスコ・ジャイアンツ、2008年-2021年）
- カイル・シーガー（シアトル・マリナーズ、2009年-2021年）
- ブレット・ガードナー（ニューヨーク・ヤンキース、2005年-2021年）
- ライアン・ジマーマン（ワシントン・ナショナルズ、2005年-2021年）
- ヤディアー・モリーナ（セントルイス・カージナルス、2000年-2022年）
- チャーリー・ブラックモン（コロラド・ロッキーズ、2008年-2024年）

## サッカー
10シーズン以上在籍者

### 現役

#### Jリーグ
所属年数には下部組織在籍期間も含む。
- 深井一希（北海道コンサドーレ札幌、2004年 - ）
- 城後寿（アビスパ福岡、2005年 - ）
- 喜田拓也（横浜F・マリノス、2006年 - ）
- 荒野拓馬（北海道コンサドーレ札幌、2006年 - ）
- 宮澤裕樹（北海道コンサドーレ札幌、2008年 - ）
- 山田拓巳（モンテディオ山形、2008年 - ）
- 上村周平（ロアッソ熊本、2008年 - ）
- キム・ジンヒョン（セレッソ大阪、2009年 - ）
- 森田晃樹（東京ヴェルディ、2009年 - ）

#### WEリーグ
- 岩清水梓（日テレ・ベレーザ/日テレ・東京ヴェルディベレーザ、2001年 - ）
- 池田咲紀子（浦和レッズレディース/三菱重工浦和レッズレディース、2005年 - ）
- 上尾野辺めぐみ（アルビレックス新潟レディース、2006年 - ）
- 村松智子（日テレ・ベレーザ/日テレ・東京ヴェルディベレーザ、2007年 - ）
- 髙瀬愛実（INAC神戸レオネッサ、2009年 - ）
- 柴田華絵（浦和レッズレディース/三菱重工浦和レッズレディース、2011年 - ）
- 長嶋玲奈（浦和レッズレディース/三菱重工浦和レッズレディース、2011年 - ）
- 西中麻穂（セレッソ大阪堺レディース/セレッソ大阪ヤンマーレディース、2011年 - ）
- 高橋はな（浦和レッズレディース/三菱重工浦和レッズレディース、2012年 - ）
- 松田紫野（日テレ・ベレーザ/日テレ・東京ヴェルディベレーザ、2013年 - ）
- 菅野奏音（日テレ・ベレーザ/日テレ・東京ヴェルディベレーザ、2013年 - ）
- 田中智子（セレッソ大阪堺レディース/セレッソ大阪ヤンマーレディース、2014年 - ）
- 山下莉奈（セレッソ大阪堺レディース/セレッソ大阪ヤンマーレディース、2014年 - ）
- 島田芽依（浦和レッズレディース/三菱重工浦和レッズレディース、2015年 - ）
- 山本柚月（日テレ・ベレーザ/日テレ・東京ヴェルディベレーザ、2015年 - ）
- 百濃実結香（セレッソ大阪堺レディース/セレッソ大阪ヤンマーレディース、2015年 - ）

#### ラ・リーガ
- コケ（アトレティコ・マドリード、2009年 - ）

### 引退

#### Jリーグ
- 園部晃久（三菱重工業サッカー部/浦和レッズ、1983年 - 1994年）
- 名取篤（三菱重工業サッカー部/浦和レッズ、1980年 - 1995年）
- 広瀬治（三菱重工業サッカー部/浦和レッズ、1984年 - 2000年）
- 土田尚史（三菱重工業サッカー部/浦和レッズ、1989年 - 2000年）
- 西野努（浦和レッズ、1993年 - 2001年）
- 福田正博（三菱重工業サッカー部/浦和レッズ、1989年 - 2002年）
- 土橋正樹（浦和レッズ、1995年 - 2003年）
- 久野智昭（富士通川崎フットボールクラブ/川崎フロンターレ、1996年 - 2005年）
- 澤登正朗（清水エスパルス、1992年 - 2005年）
- 松波正信（ガンバ大阪、1993年 - 2005年）
- 高橋健二（NEC山形/モンテディオ山形、1994年 - 2006年）
- 實好礼忠（ガンバ大阪、1995年 - 2007年）
- 森島寛晃（ヤンマー/セレッソ大阪、1991年 - 2008年）
- 内館秀樹（浦和レッズ、1996年 - 2008年）
- 鈴木秀人（ヤマハ/ジュビロ磐田、1993年 - 2009年）
- 千葉直樹（ブランメル仙台/ベガルタ仙台、1996年 - 2010年）
- 平井直人（京都パープルサンガ/京都サンガF.C.、1994年 - 2010年）
- 山田暢久（浦和レッズ、1994年 - 2013年）
- 伊藤宏樹（川崎フロンターレ、2001年 - 2013年）
- 中村直志（名古屋グランパスエイト、2001年 - 2014年）
- 鈴木啓太（浦和レッズ、2000年 - 2015年）
- 中山博貴（京都サンガF.C.、2004年 - 2015年）
- 森崎浩司（サンフレッチェ広島、1997年 - 2016年）
- 石原克哉（ヴァンフォーレ甲府、2001年 - 2017年）
- 森崎和幸（サンフレッチェ広島、1997年 - 2018年）
- 平川忠亮（浦和レッズ、2002年 - 2018年）
- 菅井直樹（ベガルタ仙台、2003年 - 2018年）
- 栗原勇蔵（横浜F・マリノス、1996年 - 2019年）
- 藤本康太（セレッソ大阪、2005年 - 2019年）
- 曽ヶ端準（鹿島アントラーズ、1995年 - 2020年）
- 中村憲剛（川崎フロンターレ、2003年 - 2020年）
- 大谷秀和（柏レイソル、1997年 - 2022年）
- 富田晋伍（ベガルタ仙台、2005年 - 2022年）
- 八田直樹（ジュビロ磐田、2002年 - 2023年）
- 青山敏弘（サンフレッチェ広島、2004年 - 2024年）
- 新井山祥智（ヴァンラーレ八戸、2008年 - 2024年）

#### WEリーグ
- 古澤留衣（セレッソ大阪堺レディース/セレッソ大阪ヤンマーレディース、2010年 - 2024年）
- 玉櫻ことの（セレッソ大阪堺レディース/セレッソ大阪ヤンマーレディース、2010年 - 2025年）
- 福永絵梨香（セレッソ大阪堺レディース/セレッソ大阪ヤンマーレディース、2011年 - 2025年）
- 前川美紀（セレッソ大阪堺レディース/セレッソ大阪ヤンマーレディース、2011年 - 2025年）

#### セリエA
- ジャンピエロ・ボニペルティ（ユヴェントスFC、1946年 - 1961年）
- フランコ・バレージ（ACミラン、1977年 - 1997年）
- ジュゼッペ・ベルゴミ（インテル・ミラノ、1980年 - 1999年）
- パオロ・マルディーニ（ACミラン、1984年 - 2009年）
- アレッサンドロ・コスタクルタ（ACミラン、1986年 - 2007年）
- フランチェスコ・トッティ（ASローマ、1992年 - 2017年）

#### プレミアリーグ
- トニー・アダムス（アーセナル、1980年 - 2002年）
- マット・ル・ティシエ（サウサンプトン、1986年 - 2002年）
- ライアン・ギグス（マンチェスター・ユナイテッド、1990年 - 2014年）
- ギャリー・ケリー（リーズ・ユナイテッド、1991年 - 2007年）
- ガリー・ネヴィル（マンチェスター・ユナイテッド、1992年 - 2011年）
- ポール・スコールズ（マンチェスター・ユナイテッド、1994年 - 2011年、2012年 - 2013年）（一度現役引退した後に再度現役復帰したため）
- ジェイミー・キャラガー（リヴァプール、1996年 - 2013年）
- レドリー・キング（トッテナム・ホットスパー、1998年 - 2012年）
- トニー・ヒバート（エヴァートン、2000年 - 2016年）

#### ラ・リーガ
- ルイス・カルロス・クアルテーロ（レアル・サラゴサ、1993年 - 2009年）
- カルレス・プジョル（FCバルセロナ、1996年 - 2014年）

#### ブンデスリーガ
- フリッツ・ヴァルター（1.FCカイザースラウテルン、1937年 - 1959年）
- ハンス＝ゲオルク・シュヴァルツェンベック （FCバイエルン・ミュンヘン、1966年 - 1981年）

## バスケットボール（NBA）

### 10シーズン以上同一フランチャイズのみに在籍したプレーヤー
| * | バスケットボール殿堂入り |
| ^ | 現役プレーヤー           |

| シーズン | プレーヤー               | ポジション | チーム                                                  | キャリア             | 注釈                      |
| 21       | ダーク・ノヴィツキー *   | F          | ダラス・マーベリックス                                  | 1998-2019            | 。                        |
| 20       | コービー・ブライアント * | G          | ロサンゼルス・レイカーズ                                | 1996-2016            | [ 注釈 2 ] [ 2 ]          |
| 20       | ユドニス・ハスレム       | F          | マイアミ・ヒート                                        | 2003–2023            | [ 注釈 3 ] [ 3 ]          |
| 19       | ティム・ダンカン *       | F / C      | サンアントニオ・スパーズ                                | 1997-2016            | [ 4 ]                     |
| 19       | ジョン・ストックトン *   | G          | ユタ・ジャズ                                            | 1984-2003            | [ 5 ]                     |
| 18       | レジー・ミラー *         | G          | インディアナ・ペイサーズ                                | 1987-2005            | [ 6 ]                     |
| 16       | マヌ・ジノビリ *         | G          | サンアントニオ・スパーズ                                | 2002- 2018           | 。                        |
| 16       | ジョン・ハブリチェック * | F / G      | ボストン・セルティックス                                | 1962-1978            | [ 8 ]                     |
| 15       | ドルフ・シェイズ *       | F / C      | シラキュース・ナショナルズ/フィラデルフィア・76ers      | 1949-1964            | [ 注釈 5 ] [ 9 ] [ 10 ]   |
| 15       | ハル・グリア *           | G / F      | シラキュース・ナショナルズ/フィラデルフィア・76ers      | 1958-1973            | [ 11 ]                    |
| 14       | ニック・コリソン         | F / C      | シアトル・スーパーソニックス/オクラホマシティ・サンダー | 2004-2018            | [ 注釈 6 ] [ 12 ] [ 13 ]  |
| 14       | エルジン・ベイラー *     | F          | ミネアポリス/ロサンゼルス・レイカーズ                   | 1958-1971            | 。                        |
| 14       | ジェリー・ウェスト *     | G          | ロサンゼルス・レイカーズ                                | 1960-1974            | [ 15 ]                    |
| 14       | ジョー・デュマース *     | G          | デトロイト・ピストンズ                                  | 1985-1999            | [ 16 ]                    |
| 14       | デビッド・ロビンソン *   | C          | サンアントニオ・スパーズ                                | 1989-2003            | [ 注釈 8 ] [ 17 ] [ 18 ]  |
| 13       | ビル・ラッセル *         | C          | ボストン・セルティックス                                | 1956-1969            | [ 注釈 9 ] [ 19 ]         |
| 13       | サッチ・サンダース *     | F          | ボストン・セルティックス                                | 1960-1973            | [ 20 ]                    |
| 13       | ウェス・アンセルド *     | C / F      | ボルチモア/キャピタル/ワシントン・ブレッツ              | 1968-1981            | [ 21 ]                    |
| 13       | カルヴィン・マーフィー * | G          | サンディエゴ/ヒューストン・ロケッツ                     | 1970-1983            | [ 22 ]                    |
| 13       | フレッド・ブラウン       | G          | シアトル・スーパーソニックス                            | 1971-1984            | [ 23 ]                    |
| 13       | アルヴァン・アダムス     | C / F      | フェニックス・サンズ                                    | 1975-1988            | [ 24 ]                    |
| 13       | ラリー・バード *         | F          | ボストン・セルティックス                                | 1979-1992            | [ 注釈 10 ] [ 25 ] [ 26 ] |
| 13       | マジック・ジョンソン *   | G          | ロサンゼルス・レイカーズ                                | 1979-1991、1996      | 。                        |
| 13       | ケビン・マクヘイル *     | F          | ボストン・セルティックス                                | 1980-1993            | [ 28 ]                    |
| 13       | アイザイア・トーマス *   | G          | デトロイト・ピストンズ                                  | 1981-1994            | [ 29 ]                    |
| 13       | ジェフ・フォスター       | F / C      | インディアナ・ペイサーズ                                | 1999-2012            | [ 注釈 12 ] [ 30 ]        |
| 12       | サム・ジョーンズ *       | G / F      | ボストン・セルティックス                                | 1957-1969            | [ 31 ]                    |
| 12       | マイケル・クーパー       | G / F      | ロサンゼルス・レイカーズ                                | 1978-1990            | [ 32 ]                    |
| 12       | ジェームズ・ウォージー * | F          | ロサンゼルス・レイカーズ                                | 1982-1994            | [ 33 ]                    |
| 12       | ネイト・マクミラン       | G / F      | シアトル・スーパーソニックス                            | 1986-1998            | [ 34 ]                    |
| 12       | リック・スミッツ         | C          | インディアナ・ペイサーズ                                | 1988-2000            | [ 35 ]                    |
| 12       | ステフィン・カリー ^     | G          | ゴールデンステート・ウォリアーズ                        | 2009年–現在          | [ 36 ]                    |
| 11       | ボブ・ペティット *       | F / C      | ミルウォーキー/セントルイス・ホークス                   | 1954-1965            | [ 37 ]                    |
| 11       | ジャック・トゥィマン *   | G / F      | ロチェスター/シンシナティ・ロイヤルズ                   | 1955-1966            | [ 38 ]                    |
| 11       | アル・アットルス         | G          | フィラデルフィア/サンフランシスコ・ウォリアーズ         | 1960-1971            | [ 39 ]                    |
| 11       | ルディ・トムヤノビッチ   | F          | サンディエゴ/ヒューストン・ロケッツ                     | 1970-1981            | [ 40 ]                    |
| 11       | ジュリアス・アービング * | F          | フィラデルフィア・76ers                                 | 1976-1987            | [ 注釈 13 ] [ 41 ] [ 42 ] |
| 11       | マーク・イートン         | C          | ユタ・ジャズ                                            | 1982-1993            | [ 43 ]                    |
| 10       | ヴァーン・ミッケルセン * | F / C      | ミネアポリス・レイカーズ                                | 1949-1959            | [ 44 ]                    |
| 10       | ポール・アリジン *       | G / F      | フィラデルフィア・ウォリアーズ                          | 1950-1952、1954-1963 | [ 注釈 14 ] [ 45 ] [ 46 ] |
| 10       | アル・ビアンキ           | G          | シラキュース・ナショナルズ/フィラデルフィア・76ers      | 1956-1966            | [ 注釈 15 ] [ 47 ] [ 48 ] |
| 10       | クリフ・ヘイガン *       | G / F      | セントルイス・ホークス                                  | 1956-1966            | [ 注釈 16 ] [ 49 ] [ 50 ] |
| 10       | ウィリス・リード *       | F / C      | ニューヨーク・ニックス                                  | 1964-1974            | [ 51 ]                    |
| 10       | ビル・ブラッドリー *     | G / F      | ニューヨーク・ニックス                                  | 1967-1977            | [ 注釈 17 ] [ 52 ] [ 53 ] |
| 10       | トム・ボイアーウィンクル | C          | シカゴ・ブルズ                                          | 1968-1978            | [ 54 ]                    |
| 10       | アレン・リーヴェル       | G          | ヒューストン・ロケッツ                                  | 1979-1989            | [ 55 ]                    |
| 10       | ダレル・グリフィス       | G          | ユタ・ジャズ                                            | 1980-1991            | [ 注釈 18 ] [ 56 ] [ 57 ] |

1. ↑  1994年から1998年までドイツのクラブDJKヴュルツブルクでプレーし、1998年にミルウォーキー・バックスにドラフト指名され、ダラス・マーベリックスにトレード
2. ↑  シャーロット・ホーネッツに1996年NBAドラフトで指名され、レイカーズにトレード
3. ↑  2002年のNBAドラフトでは指名されず、同年はフランスでプレー。翌2003年にルーキーフリーエージェントとしてヒートと契約し、NBAデビューした
4. ↑  1999年にスパーズによってドラフト指名されたが、イタリアでのプレーを経て2002年にNBAデビュー
5. ↑  ニューヨークニックスに1948年にドラフト指名され、 1949年にNBAに移動した。
6. ↑  シアトル・スーパーソニックスに2003年にドラフト指名されたが、2003-04シーズンを怪我で、出場しなかった。
7. ↑  1971年から72年のシーズンに9試合しかプレーしなかった後、怪我のために1971年11月に引退した
8. ↑  1987年にスパーズによってドラフトされたが、アメリカ海軍に従軍していたために1989年にNBAデビュー。
9. ↑  セントルイスホークスに1956年にドラフトされ、セルティックスにトレード。
10. ↑  1978年にセルティックスによってドラフトされたが、大学を卒業した後の1979年にNBAデビュー。
11. ↑  1992年1月に引退したが、1995年から96年のシーズンに32試合をプレーした
12. ↑  ゴールデンステート・ウォリアーズに1999年にドラフト指名を受け、ペイサーズにトレード
13. ↑  ミルウォーキーバックスに1972年にドラフト指名を受け、ABAでプレーすることを選んだ後、ABA-NBAの合併の1976年に76ersに加わった。
14. ↑  兵役のために1952年-53シーズンと1953年-54シーズンは不出場
15. ↑  ミネアポリス・レイカーズに1954年に放出され、兵役のために1956年にNBAデビュー
16. ↑   ボストンセルティックスに1953年ドラフト指名を受けホークスに放出されたが、兵役のために1956年までリーグに参加していなかった
17. ↑  1965年にニックスによってドラフト指名されたが、イギリスに留学していたために1967年までNBAに参加しなかった
18. ↑  怪我のために1985-86シーズンは不出場